# 道达大楼

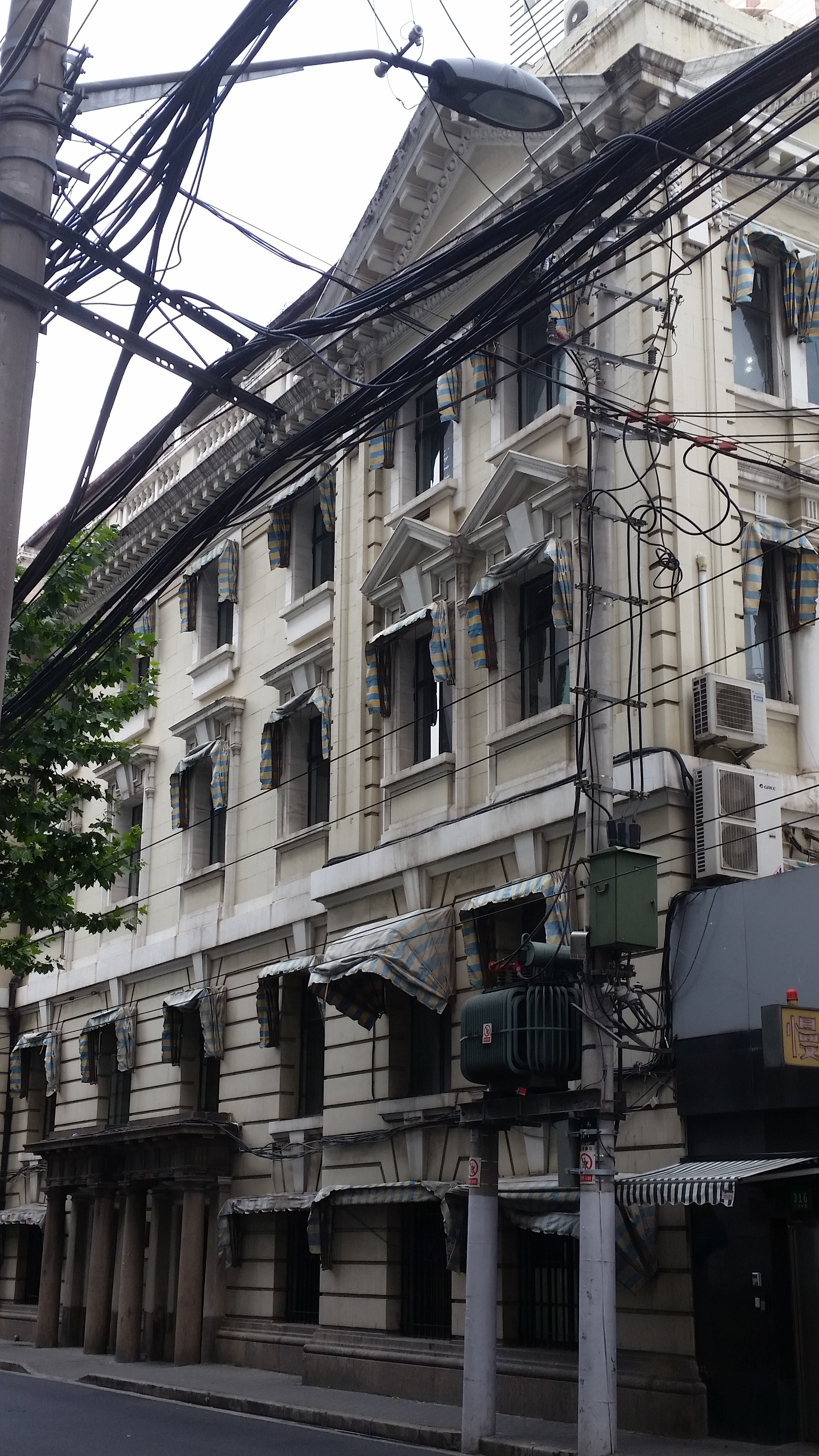

道达大楼，又名天祥洋行大楼、台维大楼，现名珠江大楼，是中国上海市的一座建于20世纪早期的办公建筑，位于黄浦区外滩街道江西中路320-322号，座东面西，南京东路以北，天津路以南。
该建筑由英商天祥洋行（Adamson, Bell & Co.）建造，由英商马海洋行（Moorhead & Halse）设计，1908年建造，1915年竣工。楼高4层，钢筋混凝土结构，建筑面积2756平方米。属于新古典主义建筑风格，沿街立面采用三段式构图，底层中部有两个带古典柱式的入口。
1940年代，中国生化制药厂在胶州路397号设立厂址，同时在江西路322号设办公室。1955年9月，该建筑改由房管部门管理，改名为珠江大楼。后由上海电度表厂使用。
2015年8月17日，上海市人民政府将该建筑公布为第五批上海市优秀历史建筑，编号为HP-J-004-V。